# エイミー・デュプレシー
エイミー・デュプレシー（Amy du Plessis、1999年7月7日 - ）は、ニュージーランドの女子ラグビー選手。

## プロフィール
- 南アフリカ・クワズール・ナタール州出身[1]。
- ポジションはセンター(CTB)。
- 身長 169cm、体重 73kg
- 女子ニュージーランド代表キャップは3（2022年11月現在）。

## 略歴
2022年、ラグビーワールドカップ2021の女子ニュージーランド代表に選ばれて、ブラックファーンズ2大会連続優勝に貢献。